# Premier League (Somalia)
La Premier League somala (in inglese Somali Premier League) è la massima serie del campionato di calcio della Somalia. Istituito nel 1967, il campionato è organizzato dalla Federazione calcistica della Somalia.

## Formula
Il campionato è composto di 10 squadre, che si affrontano in un girone all'italiana con partite di andata e ritorno, per un totale di 18 giornate. La stagione inizia a febbraio e si conclude a luglio. La prima classificata è campione della Somalia e si qualifica ai turni di qualificazione della CAF Champions League, mentre le ultime due classificate retrocedono in Heerka Koowaad, la seconda serie del campionato somalo.

## Storia
Un campionato di calcio somalo veniva già disputato negli anni trenta durante il periodo coloniale italiano, sebbene si trattasse di squadre di calcio composte da italiani. I primi club somali arrivarono nel corso degli anni quaranta e durante la successiva amministrazione fiduciaria italiana ed erano espressione degli enti pubblici (come l'Autoparco di Mogadiscio e il Lavori Pubblici) e delle forze armate (come il Somali Police). Nel 1961 la Somalia dichiarò l'indipendenza, ma le prime notizie di un campionato somalo di calcio risalgono al 1967 con la vittoria del primo titolo da parte del Somali Police.
Il campionato incontrò i primi ostacoli all'inizio degli anni novanta con lo scoppio della guerra civile e diverse edizioni del campionato che non si tennero o vennero fortemente limitate dagli scontri. A questo si aggiunse anche il divieto di giocare a calcio in alcune aree del Paese per una rigida interpretazione della shari'a da parte delle corti islamiche che controllavano vaste aree. Nel 2010 venne istituita la Somali Premier League come massima serie del campionato somalo, dando un nuovo formato e maggiore competitività. Nel 2019 la federazione somala tornò a iscrivere propri club nelle competizioni continentali (Dekedda nella CAF Champions League 2019-2020 e Mogadiscio City nella Coppa della Confederazione CAF 2019-2020) ventinove anni dopo l'ultima presenza nella Coppa dei Campioni d'Africa 1990.

## Albo d'oro
Viene riportato l'albo d'oro dell'intero campionato somalo dall'indipendenza del paese, proclamata nel 1961. Fra parentesi è indicato il numero di titoli vinti.
- 1967:  Somali Police (1º)
- 1968:  Hoga (1º)
- 1969:  Lavori Pubblici (1º)
- 1970:  Lavori Pubblici (2º)
- 1971:  Lavori Pubblici (3º)
- 1971-1972:  Horseed (1º)
- 1972-1973:  Horseed (2º)
- 1973-1974:  Horseed (3º)
- 1975:  Mogadiscio Municipality (1º)
- 1976-1977:  Horseed (4º)
- 1977-1978:  Horseed (5º)
- 1978-1979:  Horseed (6º)
- 1979-1980:  Horseed (7º)
- 1980-1981:  Lavori Pubblici (4º)
- 1982:  Wagad (1º)
- 1983:  NPA (1º)
- 1984:  Marine Club (1º)
- 1985:  Wagad (2º)
- 1986:  Mogadiscio Municipality (2º)
- 1987:  Wagad (3º)
- 1988:  Wagad (4º)
- 1989:  Mogadiscio Municipality (3º)
- 1990:  Gaadiidka (1º)
- dal 1991 al 1993: non disputato
- 1994:  Morris Supplies (1º)
- 1995:  Alba (1º)
- dal 1996 al 1997: non disputato
- 1998:  Ports Authority (1º)
- 1999:  Banaadir Telecom (1º)
- 2000:  Elman (1º)
- 2001:  Elman (2º)
- 2002:  Elman (3º)
- 2003:  Elman (4º)
- 2004-2006:  Banaadir Telecom (2º)
- 2007:  Ports Authority (2º)
- 2008: non disputato
- 2008-2009:  Banaadir Telecom (3º)
- 2009-2010:  Banaadir Telecom (4º)
- 2011:  Elman (5º)
- 2012:  Elman (6º)
- 2013-2014:  Banaadir Telecom (5º)
- 2014-2015:  Heegan (2º)[5]
- 2015-2016:  Banaadir Telecom (6º)
- 2016-2017:  Dekedda (3º)
- 2018:  Dekedda (4º)
- 2019:  Dekedda (5º)
- 2020:  Mogadiscio City (7º)[6]
- 2021:  Horseed (8º)
- 2022:  Gaadiidka (2º)
- 2023-2024:  Dekedda (6º)
- 2024-2025:  Mogadiscio City (8º)

## Statistiche

### Vittorie per squadra
| Club                    | Città      | Vittorie | Stagioni                                                                          |
| ----------------------- | ---------- | -------- | --------------------------------------------------------------------------------- |
| Horseed                 | Horseed    | 8        | 1971-1972, 1972-1973, 1973-1974, 1976-1977, 1977-1978, 1978-1979, 1979-1980, 2021 |
| Mogadiscio City         | Mogadiscio | 8        | 1999, 2004-2006, 2008-2009, 2009-2010, 2013-2014, 2015-2016, 2020, 2024-2025      |
| Elman                   | Mogadiscio | 6        | 2000, 2001, 2002, 2003, 2011, 2012                                                |
| Dekedda                 | Mogadiscio | 6        | 1998, 2007, 2016-2017, 2018, 2019, 2024                                           |
| Jeenyo Utd              | Mogadiscio | 4        | 1969, 1970, 1971, 1980-1981                                                       |
| Wagad                   | Mogadiscio | 4        | 1982, 1985, 1987, 1988                                                            |
| Mogadiscio Municipality | Mogadiscio | 3        | 1975-1976, 1986, 1989                                                             |
| Gaadiidka               | Mogadiscio | 2        | 1990, 2022                                                                        |
| Heegan                  | Mogadiscio | 2        | 1967, 2014-2015                                                                   |
| Hoga                    | Mogadiscio | 1        | 1968                                                                              |
| Alba                    | Alba       | 1        | 1995                                                                              |
| Marine Club             | Mogadiscio | 1        | 1984                                                                              |
| Morris Supplies         | Mogadiscio | 1        | 1994                                                                              |
| NPA                     | Mogadiscio | 1        | 1983                                                                              |